# Kanonenfieber
I Kanonenfieber (Panico da cannone) sono un gruppo death metal di Bamberga, Germania.

## Storia

### Nascita del progetto
L'unico membro fondatore è “Noise”, polistrumentista e produttore anonimo di Bamberga, responsabile anche di altri progetti di metal estremo come "Non Est Deus" e "Leipa". Kanonenfieber nasce da una discussione di Noise con un amico, storico dilettante, sull'ipotesi di scrivere un album sulla prima guerra mondiale, il cui contenuto si basasse su lettere e documenti originali dell'epoca. Il progetto è partito nel 2020 con la registrazione, da settembre a fine novembre, dei nove brani dell'album di debutto Menschenmühle (Macinauomini) effettuata nei Noisebringer Studio. Il missaggio e il mastering hanno richiesto un altro mese e mezzo di lavoro. Noise è stato l'unico responsabile delle registrazioni suonando tutti gli strumenti, oltre ad incidere le parti vocali. Unico supporto in studio è arrivato dal batterista "Noderra". Il 20 febbraio 2021 l'album esce per Noisebringer Record, etichetta dello stesso Noise. La copertina del disco raffigura un manifesto antimilitarista ad opera del caricaturista e artista ungherese Mihály Biró. Il progetto presto si evolve, con la creazione di un vero gruppo di musicisti, in modo da poter presentare il materiale prodotto su un palco. Già nel 2021 i Kanonenfieber iniziano a esibirsi in numerosi palchi europei. A seguito dell'interesse riscosso dall'album d'esordio e dalle esibizioni dal vivo, nel 2022 vengono pubblicati due EP, Yankee Division, dedicato all'intervento statunitense e in cui Trevor Strnad canta nel brano The Yankee division march e Der Füsilier. Nel 2023 è la volta di un terzo EP, U-Bootsmann, prima opera che tratta della guerra sopra e sotto il mare.

### Notorietà e firma per la Century media
Una volta firmato per l'etichetta Century Media Records viene pubblicato "Die Urkatastrophe", secondo album del gruppo, il quale esordisce al terzo posto nella classifica ufficiale tedesca degli album. L'album viene seguito dalla pubblicazione di diversi singoli estratti; in particolare, il singolo "Panzerhenker" (Boia dei panzer) è dedicato a Johannes Joachim Theodor Krüger, leggendario sottufficiale conosciuto nei paesi anglosassoni come Lone gunner of Flesquières, poiché si dice che riuscì, da solo e ferito, a distruggere tra cinque e sedici carri armati britannici col tiro di un cannone a Flesquières, durante la battaglia di Cambrai.

## Immagine
I testi sono esclusivamente in tedesco. Sulle copertine successive al disco d'esordio, lo stile del manifesto antimilitarista di Birò viene omaggiato e ripreso dal disegnatore tedesco Daniel Bechthold. Oltre ai testi, presi da reali racconti di soldati della Grande Guerra, nei loro dischi si possono ascoltare brani di discorsi effettuati dal Kaiser Guglielmo II di Germania, da Francesco Giuseppe I d'Austria e da Paul von Hindenburg.
I Kanonenfieber si presentano sul palco in uniforme tedesca della grande guerra, d'artiglieria durante l'esecuzione di pezzi che parlano di guerra terrestre, mentre per i pezzi a tema guerra sul mare le uniformi sono sempre tedesche, ma di marina. Noise veste sempre i gradi da ufficiale mentre Kreuzer, il chitarrista solista, a volte veste i gradi di sottufficiale. I volti sono coperti, in omaggio a tutti i soldati morti, spesso sconosciuti, vittime della guerra.

## Stile
Su Metal.de l'album di debutto è descritto come "impressionante", "sofisticato" e "sorprendentemente vario". Jan Jaedike di Rock Hard descrive il suono come "death metal epico". Le voci e alcuni riff sono presi in prestito dal death metal e dal death doom metal.
Il gruppo è vicino, per atmosfere, ai Bolt Thrower. Tra le ispirazioni di Noise, ci sono gli Hail of bullets, i primi Amon Amarth, i 1914, i Forteresse, i Panzerfaust, i Der Weg eine Freiheit, i Minenwerfen e gli Heaven Shall Burn

## Discografia

### Album in studio
- 2021 - Menschenmühle (NBR001, Noisebringer Records, Avantgarde Music)
- 2024 - Die Urkatastrophe (19802812951, Century Media Records)

### Album live
- 2023 - Live at Dark Easter Metal Meeting (NBR008, Noisebringer Records, Avantgarde Music)

### EP
- 2022 - Yankee Division (NBR004, Noisebringer Records, Avantgarde Music)
- 2022 - Der Füsilier (NBR005, Noisebringer Records, Avantgarde Music)
- 2023 - U-Bootsmann (NBR009, Avantgarde Music)

### Singoli
- 2022 - Stop the War (digitale, Noisebringer Records)
- 2022 - The Yankee Division March (digitale, Noisebringer Records)
- 2024 - Panzerhenker (, Century Media Records)
- 2024 - Menschenmühle (, Century Media Records)

## Formazione

### studio
- Noise - tutto
- Hans - batteria

### live
- Noise - canto
- Kreuzer - chitarra solista
- Sickfried - chitarra ritmica
- Gunnar - basso, seconda voce
- Hans - batteria